# Romanowo Dolne
Romanowo Dolne – wieś w Polsce położona w województwie wielkopolskim, w powiecie czarnkowsko-trzcianeckim, w gminie Czarnków.
W latach 1975–1998 miejscowość administracyjnie należała do województwa pilskiego.
Romanowo Dolne to jedna z najdalej wysuniętych wsi w Gminie Czarnków spośród 24 sołectw. Wieś ma charakter bardzo długiej ulicówki ciągnącej się wzdłuż drogi asfaltowej Czarnków – Walkowice na przestrzeni 4,5 km. Mieszka w niej około 880 mieszkańców. Po wschodniej stronie drogi ku rzece Noteć znajduje się prawie 20-metrowa urwista krawędź piaszczystej terasy. Z krawędzi można podziwiać piękne nadrzeczne widoki i jej przeciwległy brzeg oraz rozległe nadnoteckie łąki.
W niektórych miejscach widoczna jest pozioma warstwa większych głazów tzw. bruk morenowy. W Romanowie Dolnym znajduje się kilka ogromnych głazów narzutowych, a także można zobaczyć domy o konstrukcji szachulcowej. W lutym 1919 roku Romanowo było widownią walk powstańczych oddziałami Grenzschutzu. Bliższa historia to osadnictwo niemieckie, które przetrwało na tym terenie do okresu po II wojnie światowej.
Romanowo Dolne słynie z dwóch rzeczy. Po pierwsze, ze swojej długości, jest bowiem najdłuższą wsią w województwie wielkopolskim. Po drugie, z ogromnej liczby bocianów – naliczono 13 gniazd, a w nich 49 bocianów. Na terasie zalewowej spotykamy zadrzewienia. Zadrzewienia te występują jako ugrupowania kępowe lub powierzchniowe, zwykle w obniżeniach terenowych wśród pól i łąk, w układach rzędowych natomiast porastają brzegi Noteci, kanału Romanowo, najczęściej jednak występują wzdłuż dróg publicznych. Ich ekologiczne znaczenie jest duże: zapobiegają erozji gleby, poprawiają i podwyższają jej urodzajność, mają też znaczenie dla regulacji stosunków wodnych.
Zasilają i wzbogacają biocenotyczne współzależności różnych grup organizmów – roślin i zwierząt, głównie bezkręgowców, także płazów i ptaków. Dając schronienie, pożywienie i miejsce bytowania są zadrzewienia bardzo pomocne w ekologicznej walce ze szkodnikami roślin uprawnych. Podkreślić również należy wpływ zadrzewień na lokalny klimat: zmniejszają szkody wywoływane przez wiatry i mróz. Urozmaicają też w sposób znaczący monotonię pól, podnosząc
estetykę krajobrazu. Gleby bielicowe porastają bory sosnowe. Są to lasy typu gospodarczego. Monolity sosnowe sprzyjają gradacjom szkodliwych owadów i grzybów.
Leśne tereny Romanowa Dolnego są bogate w zwierzynę grubą: jelenie, dziki i sarny. Zadomowiły się tu również drapieżniki: lisy, kuny i jenoty Tutejsze lasy są wysoko cenione przez turystów i myśliwych. Często podkreślane są ich walory przyrodnicze i krajobrazowe. Drzewostany są bardzo zasobne w jagody i grzyby.
Głazy narzutowe (eratyki) przywleczone zostały przez lodowiec ze Skandynawii. Głaz narzutowy, znajduje się w Romanowie Dolnym, 100 metrów od szosy Czarnków – Walkowice. Uznany został za pomnik przyrody w 1957 r. Jego wymiary to: obwód 730 cm, długość 250 cm, szerokość 150 cm. Głaz rozbity jest na dwie części w wyniku wietrzenia.
Romanowo rozciąga się wzdłuż lewego brzegu Noteci na przestrzeni prawie 4,5 kilometra.

## Historia
Założenie osady wiejskiej datuje się na rok 1797, gdy Mikołaj Świnarski, właściciel dóbr kruszewskich i lubaskich, sprowadził tu osadników z północnych Niemiec, z okolic Lubeki na północ od Schwerinu. Oni tu utworzyli dwie kolonie, jedna z nich została nazwana „Romanshof”, którą spolszczono po I wojnie światowej – Romanów, dziś przyjęła się nazwa Romanowo. Miejscowość została podzielona na dwie gminy: Górną i Dolną, stąd obecna nazwa miejscowości. W wiosce można jeszcze zobaczyć wiele domów mieszkalnych zbudowanych przeważnie w pierwszej połowie XIX wieku: gliniane, gliniane oblicowane kamieniem polnym oraz o zabudowie szachulcowej.
Romanowianie uczestniczą w nabożeństwach w niewielkim kościółku z czerwonej cegły, o cechach eklektycznych usytuowanym przy drodze. Kościół pod wezwaniem św. Michała Archanioła powstał po roku 1860, wcześniej mieściła się tu świątynia protestancka, po drugiej wojnie światowej została zaadaptowana na potrzeby kościoła katolickiego, a co roku 29 września odbywa się tu odpust. Nieopodal kościoła znajdował się dom pastora, dziś mieści się w nim gimnazjum. W dali widać budynek szkoły podstawowej. W jednym z najstarszych budynków wsi mieści się przedszkole.
W okresie międzywojennym w miejscowości stacjonowała placówka Straży Granicznej I linii „Romanowo”.